# Championnat du monde de snooker seniors
Ne doit pas être confondu avec Championnat du monde de snooker.
Le championnat du monde seniors (en anglais : World Seniors Championship) est un tournoi professionnel de snooker, qui a été organisé une première fois en 1991 et relancé en 2010.

## Historique
La première édition est organisée en 1991 à Stoke-on-Trent et rassemble 16 joueurs âgés de plus de 40 ans. Cliff Wilson et Eddie Charlton, les deux joueurs les mieux classés au départ se qualifient pour la finale ; Wilson l'emporte dans la manche décisive (5-4). Après une interruption de près de vingt ans, le tournoi est relancé en 2010 et prend place à Bradford. Le nombre de participants est réduit à neuf joueurs, Jimmy White remporte cette nouvelle édition face à Steve Davis. 
En 2011, l'âge minimum des participants est porté de 40 à 45 ans. Le tournoi est alors délocalisé à Perterborough et adopte un format différent :  
- tous les matchs se jouent au meilleur des trois frames,
- quand la partie dure plus de dix minutes, les joueurs ne bénéficient plus que de trente secondes par coup
- les joueurs ont la possibilité de positionner la bille blanche à n'importe quel endroit de la table après une faute[2].

Comme lors de la première édition, l'épreuve réunit 16 participants, parmi lesquels quatre sont issus d'un tournoi de qualification, une nouveauté. Le tournoi est de nouveau délocalisé en 2012 et se déroule à Portsmouth. À partir de 2013, le nombre de places qualificatives est réduit à deux au lieu de quatre. 
En 2018, le tournoi est intégré à la tournée mondiale seniors, un deuxième circuit professionnel réservé aux joueurs retirés qui se déroule parallèlement au circuit principal. 
Le plus titré est l'Anglais Jimmy White, qui a remporté le tournoi à quatre reprises.

## Palmarès
| Année | Lieu                                     | Vainqueur       | Finaliste       | Score | Saison    |
| ----- | ---------------------------------------- | --------------- | --------------- | ----- | --------- |
| 1991  | Trentham Gardens, Stoke-on-Trent         | Cliff Wilson    | Eddie Charlton  | 5–4   | 1991-1992 |
| 2010  | Cedar Court Hotel, Bradford              | Jimmy White     | Steve Davis     | 4–1   | 2010-2011 |
| 2011  | East of England Showground, Peterborough | Darren Morgan   | Steve Davis     | 2–1   | 2011-2012 |
| 2012  | Mountbatten Center, Portsmouth           | Nigel Bond      | Tony Chapel     | 2–0   | 2012-2013 |
| 2013  | Mountbatten Center, Portsmouth           | Steve Davis     | Nigel Bond      | 2–1   | 2013-2014 |
| 2015  | Circus Arena, Blackpool                  | Mark Williams   | Fergal O'Brien  | 2–1   | 2014-2015 |
| 2016  | Guild Hall, Preston                      | Mark Davis      | Darren Morgan   | 2–1   | 2015-2016 |
| 2017  | Baths Hall, Scunthorpe                   | Peter Lines     | John Parrott    | 4–0   | 2016-2017 |
| 2018  | Baths Hall, Scunthorpe                   | Aaron Canavan   | Patrick Wallace | 4–3   | 2017-2018 |
| 2019  | Crucible Theatre, Sheffield              | Jimmy White (2) | Darren Morgan   | 5–3   | 2018-2019 |
| 2020  | Crucible Theatre, Sheffield              | Jimmy White (3) | Ken Doherty     | 5–4   | 2019-2020 |
| 2021  | Crucible Theatre, Sheffield              | David Lilley    | Jimmy White     | 5–3   | 2020-2021 |
| 2022  | Crucible Theatre, Sheffield              | Lee Walker      | Jimmy White     | 5–4   | 2021-2022 |
| 2023  | Crucible Theatre, Sheffield              | Jimmy White (4) | Alfie Burden    | 5–3   | 2022-2023 |
| 2024  | Crucible Theatre, Sheffield              | Igor Figueiredo | Ken Doherty     | 5–2   | 2023-2024 |
| 2025  | Crucible Theatre, Sheffield              | Alfie Burden    | Aaron Canavan   | 8–4   | 2024-2025 |

## Bilan par pays
| Pays           | Joueurs | Total | Premier titre | Dernier titre |
| -------------- | ------- | ----- | ------------- | ------------- |
| Angleterre     | 7       | 10    | 2010          | 2025          |
| Pays de Galles | 4       | 4     | 1991          | 2022          |
| Jersey         | 1       | 1     | 2018          | 2018          |
| Brésil         | 1       | 1     | 2024          | 2024          |